# تیکیسیو
تیکیسیو (انگلیسی: Tiquisio) نام شهری در کشور کلمبیا است.